# Giacomo Cirulli
Giacomo Cirulli (Cerignola, província de Foggia, 25 de setembro de 1952) é um clérigo italiano e bispo católico romano de Teano-Calvi, Alife-Caiazzo e Sessa Aurunca.
Em 14 de setembro de 2017, o Papa Francisco nomeou-o Bispo de Teano-Calvi. O bispo de Cerignola-Ascoli Satriano, Luigi Renna, ordenou-o bispo em 7 de dezembro do mesmo ano na Catedral de Cerignola. Os co-consagradores foram o Bispo Emérito de Cassano all'Jonio, Nunzio Galantino, e o Bispo Emérito de Cerignola-Ascoli Satriano, Felice di Molfetta. A posse na diocese de Teano-Calvi ocorreu no dia 27 de dezembro de 2017.
Em 26 de fevereiro de 2021, o Papa Francisco uniu a diocese de Teano-Calvi in persona episcopi com a diocese de Alife-Caiazzo, cujo bispo Giacomo Cirulli foi nomeado ao mesmo tempo. Em 23 de fevereiro de 2023, o Papa Francisco decretou outra unificação in persona episcopi com a diocese de Sessa Aurunca e nomeou como seu bispo Giacomo Cirulli, que administrava a diocese como Administrador Apostólico desde 3 de dezembro de 2022, que assim tinha plena jurisdição em três dioceses. A posse em Sessa Aurunca ocorreu no dia 19 de março de 2023.